# Karl von Frankenberg und Proschlitz
Karl von Frankenberg und Proschlitz (* 4. Mai 1746 auf Bodland; † 22. September 1819 in Alt-Damm)  war ein preußischer Generalmajor und Kommandeur des Infanterieregiments Nr. 30.

## Leben

### Herkunft
Seine Eltern waren Balthasar Kaspar Heinrich von Frankenberg und Proschlitz, Erbherr von Lessa, Buchwald und Klein-Deutschen, und dessen Ehefrau Angelika, geborene von Siegroth.

### Militärkarriere
Karl von Frankenberg und Proschlitz kam am 5. Juli 1759 als Kadett nach Berlin. Am 9. Januar 1763 wurde er als Gefreitenkorporal in das Infanterieregiment „Stutterheim“ versetzt. Am 2. November 1763 wurde er Fähnrich, am 16. Oktober 1766 Sekondeleutnant und am 28. April 1774 Premierleutnant. Als solcher nahm er am Bayerischen Erbfolgekrieg teil. Dann wurde er am 1. März 1783 Stabskapitän sowie am 2. April 1786 Kapitän und Kompaniechef. Am 10. Mai 1792 erfolgte dann die Beförderung zum Major und ab dem 29. November 1792 war er Bataillonskommandeur.
Im Ersten Koalitionskrieg gegen Frankreich kämpfte er bei der Belagerung von Mainz, der Schlacht bei Kaiserslautern sowie dem Gefecht bei Frankenthal und der Blockade von Landau. Für seine Tapferkeit bei der Belagerung von Mainz erhielt er den Orden Pour le Mérite. Am 12. März 1799 wurde er Regimentskommandeur, am 28. Mai 1800 Oberstleutnant und am 31. Mai 1802 Oberst. Während des Vierten Koalitionskrieges war er beim Korps des Herzogs Karl August von Weimar. Nach der Niederlage wurde er am 10. August 1807 mit Halbsold inaktiviert. Am 23. September wurde ihm der Abschied mit Pension bewilligt, aber am 19. April 1814 erhielt er noch die Ernennung zum Generalmajor. Er starb am 22. September 1819 in Alt-Damm.

### Familie
Er heiratete am 30. Juni 1788 in Schochow Henriette Ernestine Elisabeth Philippine von Borcke (* 28. Dezember 1767; † 22. September 1819). Das Paar hatte folgende Kinder:
- Karl Heinrich Philipp (* 10. März 1790; † 1813) Major
- Emma Johanna Wilhelmine August (* 2. Dezember 1791; † 18. Mai 1838) ⚭  Eduard Georg von Blankenburg-Zimmerhausen (* 24. Juli 1789; † 7. April 1872)[2]
- Adelheid Henriette Karoline (* 22. Juli 1796) ⚭  Karl von Froreich, Oberst im 1. Pommerschen Infanterie-Regiment
- Eduard August Wilhelm (* 10. März 1798; starb jung)
- Emilie Auguste Elisabeth (* 21. Oktober 1799) ⚭  Johann von Blankenburg-Lüssow
- Berta Franziska (* 21. Oktober 1799; † 1804)